# GU Bootis
GU Bootis (GU Boo / GSC 02566-00776) es una estrella variable de magnitud aparente media +13,1.
Es una binaria eclipsante cuyas componentes son estrellas de baja masa; no son muchos los sistemas conocidos de estas características —YY Geminorum, en el sistema Cástor, es el ejemplo más notable—, siendo GU Bootis uno de los mejor estudiados.
Se encuentra en la constelación de Bootes a 434 años luz del sistema solar.
Las dos componentes de GU Bootis son enanas rojas.
Aunque similares, no son idénticas; la estrella principal tiene tipo espectral M1V y 3920 K de temperatura efectiva. Su radio equivale al 63% del radio solar y gira sobre sí misma con una velocidad de rotación proyectada de 65 km/s.
Brilla con una luminosidad igual al 8,2% de la luminosidad solar y tiene una masa de 0,61 masas solares.
La componente secundaria posee una masa igual al 60% de la del Sol y su diámetro es un 62% del de éste, rotando a una velocidad de al menos 58 km/s.
Con una temperatura de 3810 K, su luminosidad se sitúa entre el 82 y el 85% de la que tiene su compañera.
El sistema tiene una luminosidad en rayos X de 2,93 ± 0,2 erg/s, semejante a la de YY Geminorum, y su edad se estima en 1000 millones de años.
Su período orbital es de 0,48873 días (11 horas, 44 minutos y 46 segundos) y durante el eclipse el brillo decae 0,60 magnitudes.